# Mango Creek
Mango Creek est une ville du district de Stann Creek, au Belize.

## Géographie
Au dernier recensement de 2000, sa population était de 2 929 habitants. En 2005, elle était estimée à 3 500 habitants.